# Jorge Brazález
Jorge Brazález López (Granada; 4 de enero de 1989) es un exfutbolista y cocinero español, ganador de la quinta edición del programa de televisión MasterChef en España.

## Trayectoria
Como futbolista, se inició en la categoría juvenil del equipo valenciano Levante, pasando posteriormente también por las categorías juveniles del Atlético de Madrid y Las Palmas, pero su debut en categorías superiores fue en el grupo II de 2ªB con Las Palmas Atlético, equipo filial de la U.D Las Palmas, donde permaneció media temporada antes de ser traspasado el 30 de enero de 2009 al modesto C.D. Puertollano del grupo IV de 2ªB. Tras pasar por varios clubes del territorio español, Gimnástica de Torrelavega, Huétor Tájar, Maracena y Linares Deportivo, en enero de 2014 llegó como refuerzo al América de Cali recomendado por su compatriota el director deportivo del elenco escarlata Salvador Suay, para buscar el ascenso a la Primera División de Colombia.
Brazález y Jesús Suárez fueron los primeros españoles que militaron en el América de Cali. En 2016, se retira del fútbol profesional por una lesión en el tobillo de la que no se pudo recuperar.
En 2017 entró como concursante de la quinta edición del talent culinario MasterChef. El día 28 de junio se proclamó ganador de esa edición.

## Clubes
| Club                      | País     | Año       | Part. | Goles |
| ------------------------- | -------- | --------- | ----- | ----- |
| Las Palmas Atlético       | España   | 2008-2009 | 10    | 1     |
| CD Puertollano            | España   | 2009      | 3     | 0     |
| Gimnástica de Torrelavega | España   | 2010-2011 | 22    | 1     |
| CD Huétor Tájar           | España   | 2011-2012 | 29    | 9     |
| Unión Deportiva Maracena  | España   | 2012-2013 | 24    | 10    |
| Linares Deportivo         | España   | 2013-2014 | 2     | 0     |
| América de Cali           | Colombia | 2014      | 11    | 3     |
| Loja CD                   | España   | 2014-2015 | 5     | 1     |
| SD Formentera             | España   | 2015      | 13    | 5     |

## Televisión

### Programas de televisión
| Programas de televisión | Programas de televisión     | Programas de televisión | Programas de televisión      |
| Año                     | Título                      | Cadena                  | Notas                        |
| ----------------------- | --------------------------- | ----------------------- | ---------------------------- |
| 2017                    | MasterChef 5                | La 1                    | Concursante - Ganador        |
| 2018 - 2019             | Viva la vida                | Telecinco               | Colaborador                  |
| 2018 - 2019             | MasterChef Junior           | La 1                    | Invitado                     |
| 2018 - 2020             | MasterChef Celebrity España | La 1                    | Invitado                     |
| 2018                    | Matriculats                 | TV3                     | Invitado                     |
| 2021                    | El desafío                  | Antena 3                | Concursante - 2º clasificado |
| 2021                    | Pasapalabra                 | Antena 3                | Invitado - 3 programas       |
| 2022 - 2023             | El desafío                  | Antena 3                | Invitado - 2 programas       |